# Pathibara
Pathibhara, també conegut com a Pathibara Chuli, Pyramid Peak i Sphinx, és una muntanya que es troba a la frontera entre el Nepal i Sikkim, a l'Índia.
El cim s'eleva fins als 7.123 msnm a la vora occidental de la vall de Lhonak, aproximadament 4 quilòmetres al nord del Kirat Chuli i 12 quilòmetres al nord del Kangchenjunga. Al vessant nord hi discorre la glacera occidental de Langpo.
La primera ascensió del cim va tenir lloc entre el 24 i el 26 d'abril de 1993 per una expedició indojaponesa. L'equip estava format per Hiroshi Iwazaki, Nobuhiro Shingo, Yoshio Ogata, Jot Singh Bhundari, Sunder Singh Martolia, Lopsang Sherpa i Purba Lepcha. Els eslovens Boris Lorencic i Miha Valic van ser els primers a escalar el Pathibara des del vessant nepalí l'octubre de 2007.